# Agave atrovirens
Agave atrovirens är en sparrisväxtart som beskrevs av Wilhelm Friedrich von Karwinsky von Karwin och Salm-dyck. Agave atrovirens ingår i släktet Agave och familjen sparrisväxter. Inga underarter finns listade i Catalogue of Life.

## Bildgalleri

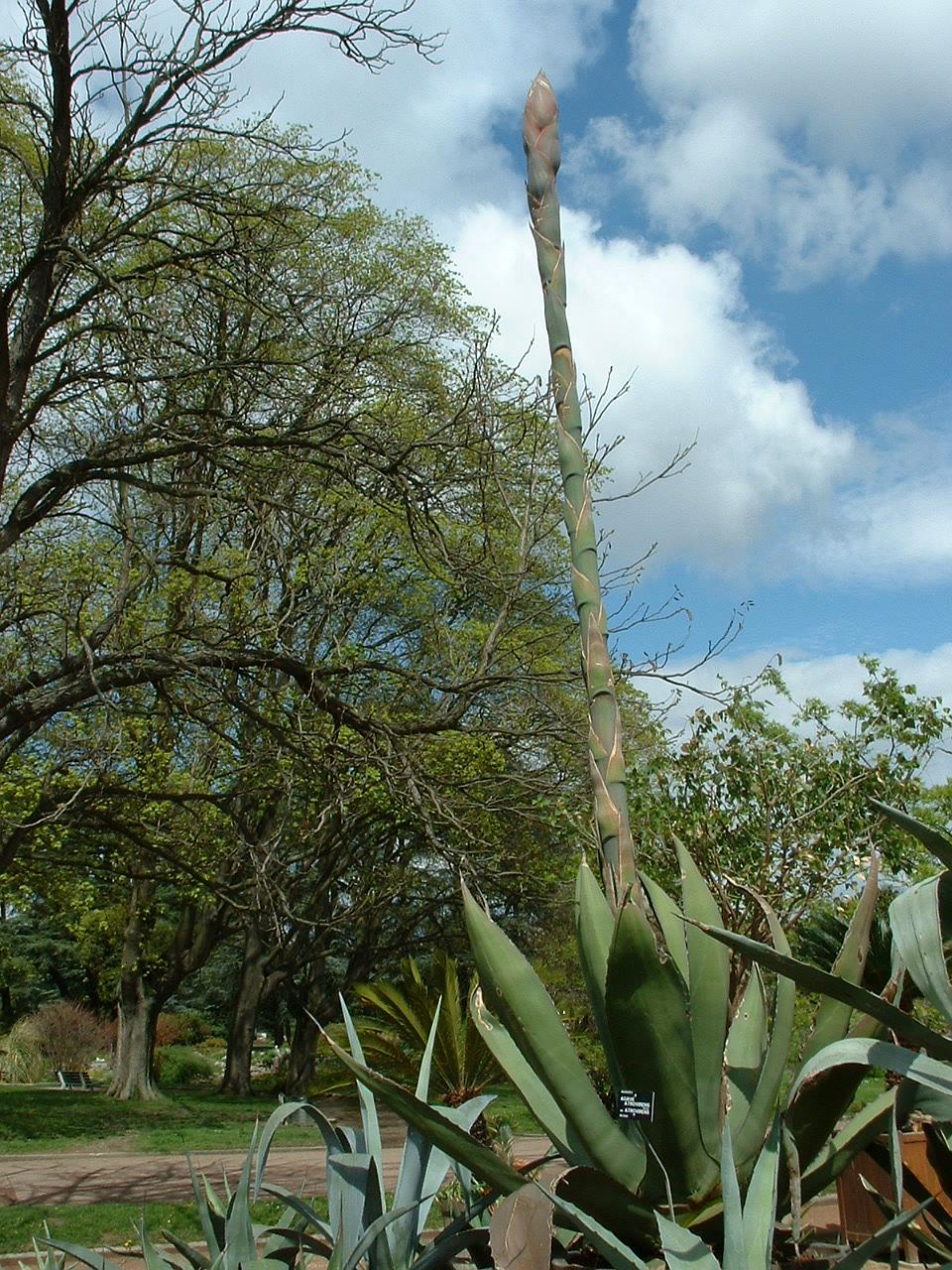
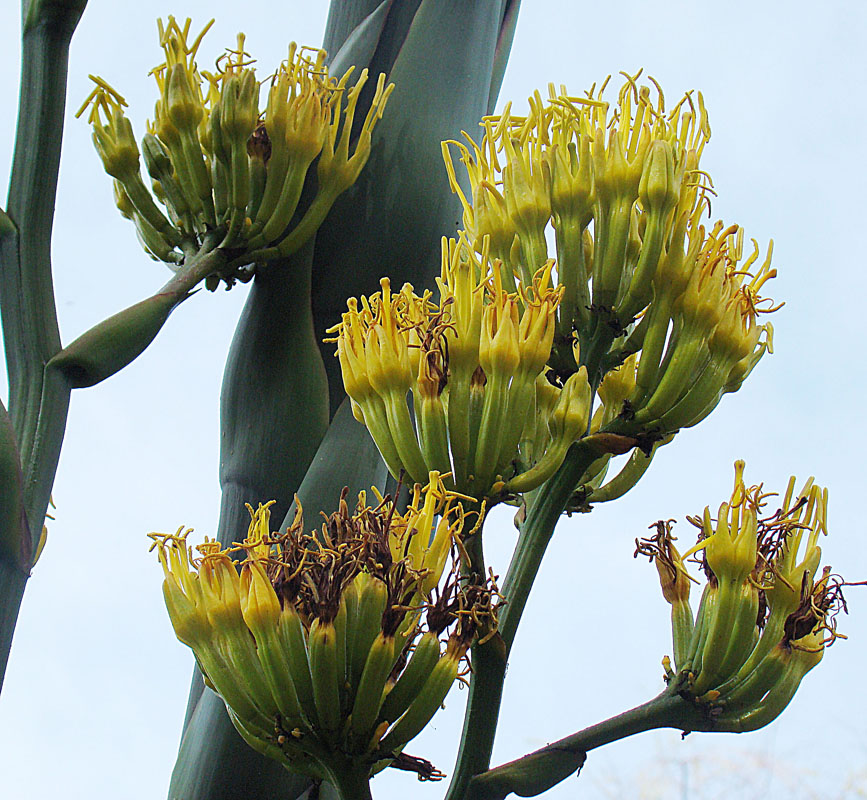
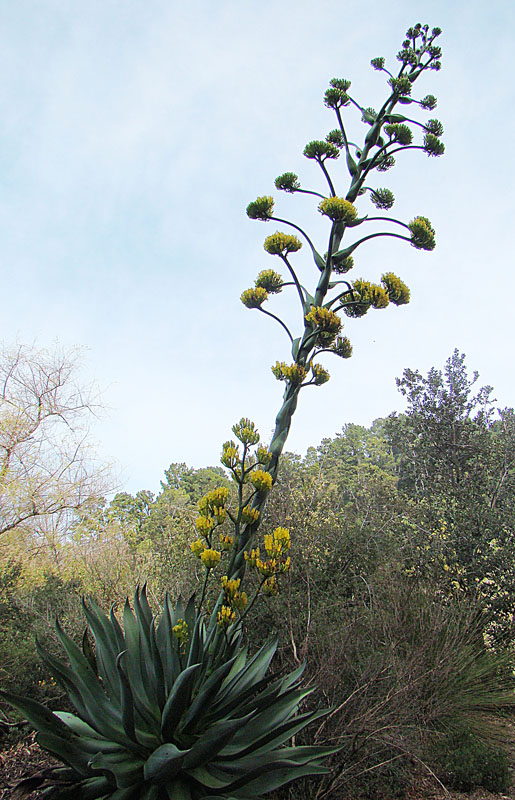